# Charles Félix Pijeaud
Charles ou Charles Félix Pijeaud, né le 12 décembre 1904 à Sanary-sur-Mer dans le Var, mort le 6 janvier 1942 à Alexandrie, en Égypte, est un lieutenant-colonel français de l'Armée de l'Air pendant la Seconde Guerre mondiale.
Premier officier supérieur de l'Armée de l'air à rejoindre de Gaulle, il est nommé chef d'état-major des Forces aériennes françaises libres qu'il organise. Il met sur pied les premiers groupes de chasseurs et de bombardiers de la France libre. Commandant ensuite le groupe de bombardement Lorraine, gravement blessé et prisonnier après avoir sauté en parachute, il s'évade puis meurt de ses blessures.
Il est Compagnon de la Libération à titre posthume. Son épouse, Colette Pijeaud, également résistante, meurt en déportation.

## Biographie
Charles Félix Pijeaud, né en 1904, est le fils d'un artiste peintre mort dans les combats au début de la Première Guerre mondiale, en septembre 1914. Il est reconnu officiellement « pupille de la Nation » en 1919.
Il effectue ses études au lycée de Toulon puis à celui de Nice. Il est reçu à l'École spéciale militaire de Saint-Cyr en 1924 dans la promotion du Rif.

### Jeune officier pilote, premières citations
Ayant choisi de servir dans l'aviation, il suit comme sous-lieutenant les cours de l'école spéciale d'aéronautique de Versailles. Il en sort breveté pilote en janvier 1928. Il demande alors l'affectation à Oran en Algérie, qu'il obtient lorsqu'il est promu lieutenant en juin suivant.
Au sein de la 2e escadrille du 2e groupe d'aviation à La Sénia, il prend part aux différentes opérations militaires dans le Sud oranais, en 1931-1932. Il reçoit deux citations, puis est promu capitaine en mars 1933. Il reste à Oran jusqu'en 1935.
Affecté ensuite à la base aérienne de Reims, il y sert de mars 1935 à septembre 1937. Choisi ensuite pour suivre les cours de l'École supérieure de guerre en 1939,, il en sort breveté d'état-major, avec le grade de commandant.
Il est ensuite nommé à Alger, de fin août 1939 jusqu'à décembre suivant, au début de la Seconde Guerre mondiale. Il aurait voulu participer à la lutte dans une unité combattante, lorsqu'il est nommé à l'état-major de l'Aviation pendant la campagne de mai et juin 1940. Il doit suivre l'état-major se repliant à Bordeaux.

### Rejoint la France libre, chef d'état-major des FAFL

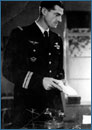
Chef d'état-major des FAFL en 1941.

Refusant l'armistice et la défaite, Charles Pijeaud décide de répondre à l'appel du 18 Juin lancé par le général de Gaulle. Il quitte Bordeaux à la recherche d'un embarquement et se rend à Port-Vendres dans les Pyrénées-Orientales. Les 22 et 23 juin, il y décide une trentaine d'élèves officiers de l'Armée de l'air à s'embarquer comme lui pour l'Angleterre. Il trouve un torpilleur britannique sur lequel il s'embarque le 24 juin 1940, pour Gibraltar, et de là il passe en Angleterre. Il est accompagné de la trentaine d'élèves officiers qu'il a décidés à l'accompagner.
Pijeaud est le premier officier supérieur de l'Armée de l'air à rejoindre les Forces françaises libres du général de Gaulle, et il est avec Leclerc l'un des deux seuls officiers supérieurs brevetés à rejoindre de Gaulle dès juin 1940. Le fait qu'il soit breveté est important pour de Gaulle qui a fort besoin d'officiers expérimentés.
De Gaulle le charge d'organiser la participation aérienne à l'opération de Dakar. Il quitte l'Angleterre fin août 1940 à bord du Westernland dont il est le commandant d'armes ; il y fait preuve de fermeté et d'efficacité. Il participe le mois suivant au conflit de Dakar qui est un échec. Il rejoint ensuite Brazzaville puis le Tchad, chargé de la mission d'évaluer les forces en Afrique. Un accident d'avion le blesse légèrement en novembre 1940. Lieutenant-colonel, il est nommé en janvier 1941 chef d'état-major des Forces aériennes françaises libres (FAFL) et retourne à Londres en février 1941. 
Comme chef d'état-major des FAFL, malgré le manque de moyens, il crée et organise seul la première formation aérienne de la France libre, le groupe de chasse « Île-de-France »,, ainsi que le groupe de bombardement no 2 constitué grâce à une négociation réussie auprès des Britanniques. Il crée en parallèle le corps féminins de l'Armée de l'air, incorporant les volontaires françaises.
Il organise ensuite l'ensemble des autres premiers groupes de chasse et les groupes de bombardement de la France libre. Il travaille avec efficacité, malgré le terrible manque de moyens et la large dispersion du personnel et des appareils. Il est considéré comme le « véritable initiateur des FAFL », dont il est un architecte « plus ou moins méconnu ». Sa réputation augmente par ses allocutions à la radio et par ses conférences sur les FAFL et sur l'aviation dans la guerre moderne.
Lorsque le colonel Martial Valin est nommé au commandement des FAFL en juillet 1941, Pijeaud qui le connaît depuis plus de vingt années, le seconde pendant plusieurs mois. Il lui explique l'organisation qu'il a mise en place.

### Commandant du Groupe Lorraine, mort pour la France

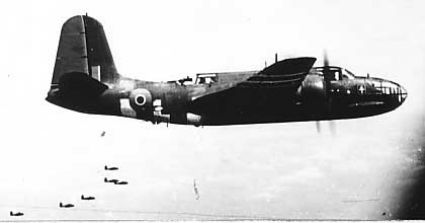
Un bombardier et une formation du groupe de bombardement Lorraine qu'il commande.

Depuis le début de la guerre, Pijeaud souhaite combattre directement. Préférant donc servir dans une unité combattante, il obtient à l'automne 1941 d'être nommé au Groupe réservé de bombardement no 1 (GRB 1), rebaptisé Groupe de bombardement Lorraine. Ce groupe de bombardement, basé en Égypte, participe aux opérations de Libye lorsqu'il le rejoint. Il en prend le commandement le 17 décembre suivant,. Le lendemain 18 décembre, le groupe s'installe sur le terrain d'aviation de Gambut.
Le surlendemain 20 décembre 1941, le groupe Lorraine part pour une mission de bombardement, mené par le lieutenant-colonel Pijeaud et accompagné de trois escadrons britanniques. L'objectif est de bombarder les colonnes allemandes près de Benghazi. La formation est attaquée par un grand nombre de chasseurs allemands Messerschmitt 109, dispersant les bombardiers alliés. 

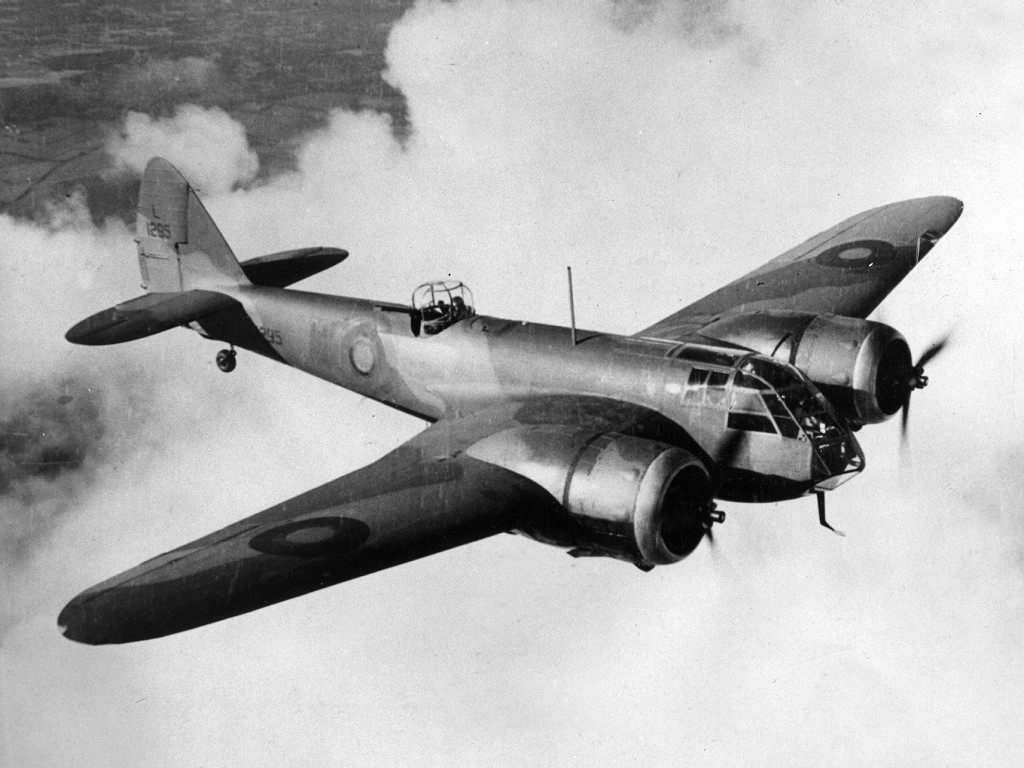
Il pilote un Bristol Blenheim lorsque son avion est abattu.

L'appareil qu'il pilote, un Bristol Blenheim, est atteint et prend feu. Pijeaud ordonne à ses hommes de sauter en parachute, puis veut s'assurer du sort de son mitrailleur qui est déjà mort ; lui-même saute alors à son tour,  déjà gravement brûlé au visage et aux mains,. 
Capturé par une patrouille italienne, il est hospitalisé à Derna. Les Italiens étant sur le point de s'enfuir, il s'évade bien qu'il soit devenu aveugle. Après être resté caché, une fois les Italiens partis, il retourne à l'hôpital où, seul pendant quatre jours, il attend les Britanniques. Selon Facon, il marche quatre jours dans le désert, jusqu'à rejoindre les Britanniques. Évacué en Égypte et hospitalisé à Alexandrie, il y meurt des suites de ses blessures le 6 janvier 1942. Il est enterré au cimetière militaire français d'Alexandrie.
Charles de Gaulle préside à Londres un service à sa mémoire, dans l'église Saint-Paul. Charles Pijeaud est créé Compagnon de la Libération à titre posthume, par le décret du 26 mars 1942,.

### Son épouse, résistante, morte en déportation

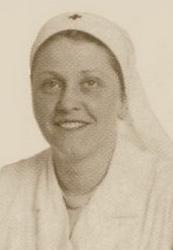
Colette Pijeaud, infirmière et résistante, en 1940.

Son épouse, Colette Pijeaud (1906-1943), née Colette Barry, est infirmière. Restée en France avec leurs enfants encore jeunes, elle entre dans la Résistance dès 1940, tout en continuant son travail d'infirmière à Chartres puis à Paris, et effectue des missions de renseignement,,. Elle œuvre successivement pour les réseaux « Cartwright », « Marc-France » et « Turma-Vengeance »,. Son engagement dans la Résistance est précoce. Elle ignore que l'un des réseaux auxquels elle participe est plus lié aux vichysto-résistants[Quoi ?] qu'aux gaullistes.
Arrêtée le 7 mars 1943, Colette Pijeaud est incarcérée à la prison de Fresnes. Elle est ensuite déportée en Allemagne, internée à Cologne, puis au camp de concentration de Ravensbrück. Elle y meurt à 36 ans le 13 décembre 1943,,. 
Son parcours est jugé atypique, comme diplômée pourvue d'expérience professionnelle et mère de famille, résistante précoce. Elle est parfois associée aux hommages rendus à son mari lors des célébrations commémoratives. Un livre d'André Martel publié en 2006 lui est consacré, autant qu'à son mari.
Ils ont eu deux enfants, qui sont pupilles de la Nation. Selon Pierre Clostermann, le général de Gaulle a personnellement veillé sur les deux orphelins.

## Jugements sur Pijeaud
Charles de Gaulle lui rend le plus bel hommage. Il l'exprime sous forme de regret : « J'aurais fait de Pijeaud le Leclerc de l'Armée de l'air »,. De Gaulle aurait attendu que Pijeaud fasse ses preuves, ce que celui-ci voulait depuis le début de la guerre.
Pierre Clostermann lui consacre un chapitre sur les neuf que comporte son ouvrage Feux du ciel illustrant les sacrifices d'aviateurs du monde entier. 
Le colonel Pijeaud est jugé[Par qui ?] dévoué et téméraire, frustré d'avoir été confiné dans un bureau, efficace dans l'organisation des forces aériennes. Politiquement, il semble plutôt conservateur et antiparlementaire, comme beaucoup d'officiers de l'époque[réf. souhaitée]. Le choix de la France libre est mis sur le compte de son tempérament rebelle.

## Hommages et distinctions

### Décorations
- Chevalier de la Légion d'honneur ;
- Compagnon de la Libération, par décret du 26 mars 1942 ;
- Croix de guerre 1939–1945, palme de bronze ;
- Croix de guerre des Théâtres d'opérations extérieurs, avec deux citations ;
- Médaille de la Résistance française ;
- Médaille coloniale avec mentions « Sahara », « Maroc » ;
- Croix du combattant ;
- Médaille commémorative des services volontaires dans la France libre
- Citation militaire (Royaume-Uni) ;
- Officier de l'ordre du Nichan Iftikhar

### Autres hommages
- La « rue Félix Pijeaud » lui rend hommage à Sanary-sur-Mer dans le Var, sa ville natale.
- La « place du Lieutenant-Colonel Pijeaud » (souvent orthographiée à tort « place du Lieutenant-Colonel Pigeaud ») lui rend aussi hommage à Saint-Pierre (Saint-Pierre-et-Miquelon)[19],[20].
- Des cérémonies commémoratives rappellent son souvenir et celui de sa femme, notamment le 6 janvier 2012 pour le 70e anniversaire de sa mort[2].
- La promotion 2020 de l'École de l'air porte son nom[21].
- La Base aérienne 104 d'Al Dhafra de l'Armée de l'Air et de l'Espace porte également son nom[22].